# Summit Lake (Lochalsh River)
Summit Lake är en sjö i Kanada.   Den ligger i distriktet Algoma och provinsen Ontario, i den sydöstra delen av landet, 700 km nordväst om huvudstaden Ottawa. Summit Lake ligger 380 meter över havet. Arean är 0,16 kvadratkilometer. Den ligger vid sjöarna  Little Peckerwood Lake och St. Julien Lake. Den sträcker sig 0,6 kilometer i nord-sydlig riktning, och 0,6 kilometer i öst-västlig riktning.
I omgivningarna runt Summit Lake växer i huvudsak blandskog. Trakten runt Summit Lake är nära nog obefolkad, med mindre än två invånare per kvadratkilometer.